# Académie d'Italie

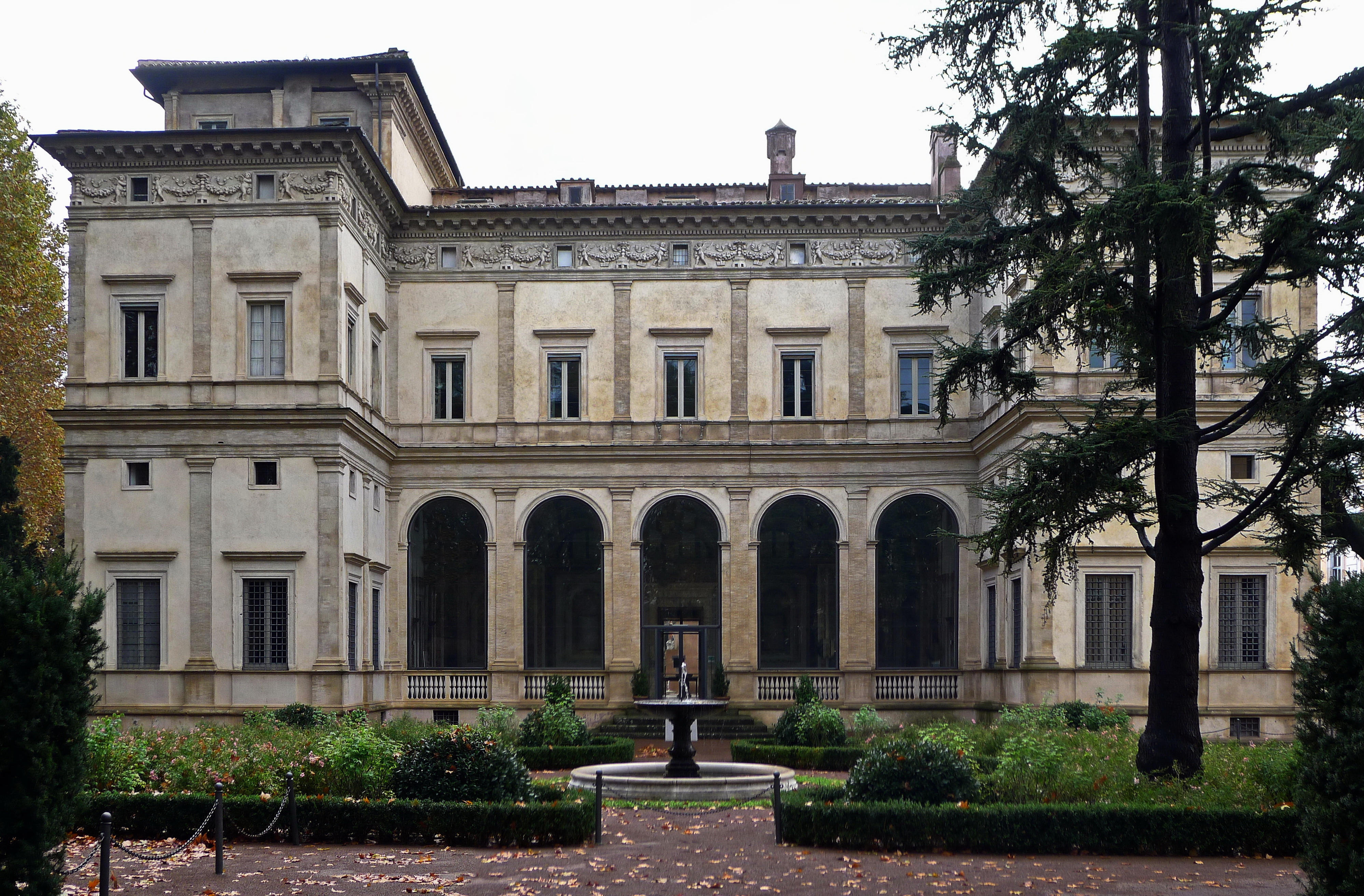
La villa Farnesina qui servait de siège à l’Académie d’Italie.

L’Académie d'Italie ou Académie royale d'Italie (en italien, Reale Accademia d'Italia) est une institution culturelle ayant existé entre 1929 et 1944/1945, fondée avec la mission « de promouvoir et de coordonner le mouvement intellectuel italien dans le domaine des sciences, de la littérature et des arts, en conservant pur le caractère national, selon le génie et les traditions de la race et de promouvoir l'expansion et l'influence au-delà des frontières de l'État. » (article 2 des statuts de l'Académie).
« Excellences, Mesdames et Messieurs ! Je suis fier d'avoir fondé l'Académie d'Italie : je suis sûr qu'elle sera à la hauteur de la tâche au cours des siècles et des millénaires de notre histoire. Je suis heureux d'inaugurer officiellement l'Académie d'Italie sous le symbole des Faisceaux et au nom auguste du Roi ». Ainsi Mussolini conclut-il, le 28 octobre 1929, le discours par lequel l'Académie d'Italie « entre officiellement sur la scène du monde, et se met au travail avec certitude. »

## Historique
L'Académie d'Italie a été fondée par le décret-loi du 7 janvier 1926, mais elle ne fut inaugurée que le 28 octobre 1929. Au cours de ses premières années d'existence, la principale préoccupation est de rassembler les fonds nécessaires pour mener à bien les activités institutionnelles, et on les trouve notamment chez les frères Mario, Aldo et Vittorio Crespi (propriétaires du Corriere della Sera), qui permirent la création de quatre prix annuels, en offrant chacun à Mussolini une somme de 50 000 lires, et auprès de la société Edison, qui donne dix millions de dollars pour permettre de créer une fondation consacrée à Alessandro Volta.
Pourquoi a-t-il fallu presque quatre années d'incubation avant l'inauguration ? Mussolini a déclaré que pour faire « une Académie digne de Rome, de l'Italie et du fascisme » une longue période de préparation spirituelle était nécessaire et que du temps était « encore nécessaire pour restaurer la villa Farnesina et les œuvres de Raphaël afin d'en faire un siège incomparable. »
Mais la véritable raison réside dans le fait que les différentes composantes du fascisme sont restées fidèles à leurs origines populaires, et que leurs idées futuristes et anti-rhétoriques s'accommodent mal du bicorne et que Mussolini craint le ridicule.
Mussolini espérait aussi , en créant l'Académie d'Italie, combattre l'influence de la prestigieuse Académie des Lynx (ou des Lyncéens) de fondation ancienne, internationalement reconnue, (Elle comptait Albert Einstein parmi ses membres étrangers), dont les membres faisaient preuve d'une indépendance d'esprit difficilement tolérable pour le régime fasciste qui y voyait une forme de contre-pouvoir particulièrement gênant.
Margherita Sarfatti avait exprimé sa perplexité dans l'article Politique sociale : « l'Académie peut-elle ne pas être académique ? » Ce qui a probablement contribué encore au retard est le fait qu'un certain nombre d'intellectuels, comme Benedetto Croce ou le dramaturge Roberto Bracco, aient refusé d'y entrer.

## Les premiers académiciens
Les premiers académiciens, tous nommés directement par Mussolini en 1929 furent : Antonio Beltramelli, Pietro Bonfante, Filippo Bottazzi (it), Armando Brasini (it), Pietro Canonica, Francesco Coppola, Giotto Dainelli (it), Salvatore Di Giacomo, Enrico Fermi, Carlo Formichi (it), Umberto Giordano, Alessandro Luzio (it), Antonio Mancini, Filippo Tommaso Marinetti, Pietro Mascagni, Francesco Orestano (it), Alfredo Panzini, Nicola Parravano (it), Marcello Piacentini, Luigi Pirandello, Pietro Romualdo Pirotta, Ettore Romagnoli, Giulio Aristide Sartorio, Francesco Severi, Bonaldo Stringher (it), Alfredo Trombetti (it), Giancarlo Vallauri (it), Gioacchino Volpe et Adolfo Wildt.

## Suppression
En juin 1944, Giotto Dainelli, nommé le 21 avril précédent avec les « pouvoirs de commissaire pour la gestion ordinaire et extraordinaire de l’Autorité et des institutions rattachées », décide de déplacer l’Académie vers le nord d’abord à Bergame, puis à la Villa Carlotta près de Tremezzo, sur le lac de Côme. Les documents de l’Académie seront perdus après que le camion les transportant eut été pris pour cible dans un raid aérien dans les Apennins.
Le 28 septembre 1944, le gouvernement Bonomi II émet deux décrets-lois qui supprimant l’Académie italienne et restaurant l’Académie des Lyncéens. Dans la pratique, l’Académie poursuivra ses activités jusqu’à la Libération, au sein de la République sociale italienne.

## Sources
- (it) Cet article est partiellement ou en totalité issu de l’article de Wikipédia en italien intitulé « Accademia d'Italia » (voir la liste des auteurs).